# Модель Друде
Теорія Друде — класична модель електропровідності твердих тіл: металів і напівпровідників. Застосовується також для пояснення магнітопровідності, оптичних властивостей матеріалів тощо. Модель розроблена у 1900 році Паулем Друде. Основне припущення теорії Друде - електрони у металі розглядаються як електронний газ, до якого можна застосувати кінетичну теорію газів. 
Проте за допомогою моделі Друде не вдається пояснити деякі експериментальні характеристики металів (наприклад взаємодію електрона з іншими електроними та іонами, та інші).

## Математичне формулювання
Модель Друде виходить із припущення, що носіями струму в провідниках є заряджені вільні частинки (електрони у випадку металів), які рухаються в середовищі із певною в'язкістю, по якому рівномірно розмазаний протилежний заряд (модель желе). Рух електронів у зовнішньому електричному полі з напруженістю {\displaystyle \mathbf {E} } можна описати рівняннями:
{\displaystyle m{\ddot {\mathbf {r} }}+\gamma {\dot {\mathbf {r} }}=-e\mathbf {E} }
де: m — маса електрона, {\displaystyle \mathbf {r} } — його радіус-вектор, {\displaystyle \gamma } — в'язкість середовища, в якому рухаються електрони, e — заряд електрона, взятий із знаком мінус, оскільки електрони негативно заряджені частки.
У випадку постійного електричного поля встановлюється середня швидкість руху електронів:
{\displaystyle \langle \mathbf {v} \rangle =-{\frac {e}{\gamma }}\mathbf {E} }.
Густина струму в такому випадку визначається формулою:
{\displaystyle \mathbf {j} =-en\langle \mathbf {v} \rangle =n{\frac {e^{2}}{\gamma }}\mathbf {E} },
де: n — густина вільних електронів.

### Час релаксації
Величина {\displaystyle \tau =m/\gamma } має розмірність часу і називається часом релаксації. З фізичної точки зору — це середній час вільного прискорення електрона в електричному полі, проміжок між зіткненнями з іншими електронами чи з атомами кристалічної ґратки.
Виражаючи густину струму через час релаксації, можна записати:
{\displaystyle \mathbf {j} =n{\frac {e^{2}\tau }{m}}\mathbf {E} }.

### Довжина вільного пробігу
За проміжок часу між зіткненнями електрон долає віддаль:
{\displaystyle l=\langle v\rangle \tau },
яку називають довжиною вільного пробігу.

### Провідність
Провідність в моделі Друде записується, як:
{\displaystyle \sigma _{0}={\frac {ne^{2}\tau }{m}}},
і, відповідно, рухливість:
{\displaystyle \mu ={\frac {e^{2}\tau }{m}}}.
Аналогічним чином можна провести розгляд у разі, коли до металу прикладене не тільки електричне поле, а й магнітне поле, визначаючи магнетоопір і поперечну магнітопровідність.

## Низькочастотна провідність
Якщо прикладене електричне поле змінне, але його частота менша за {\displaystyle 1/\tau }, то залежну від частоти провідність можна оцінити за формулою:
{\displaystyle \sigma ={\frac {\sigma _{0}}{1+i\omega \tau }}},
де: {\displaystyle \omega } — циклічна частота.

## Оптичні властивості металів
Якщо частота змінного електричного поля більша за обернений час релаксації, то нехтувати другою похідною у рівняння руху електронів уже не можна. В такому випадку, вважаючи, що зовнішне електричне поле міняється як {\displaystyle \mathbf {E} =\mathbf {E} _{0}e^{-i\omega t}}, і шукаючи розв'язок рівняння руху в аналогічному вигляді, знаходимо:
{\displaystyle (-m\omega ^{2}-i\gamma \omega )\mathbf {r} =-e\mathbf {E} }
Поляризація одиниці об'єму металу дорівнює:
{\displaystyle \mathbf {P} =-en\langle \mathbf {r} \rangle },
а вектор електричної індукції:
{\displaystyle \mathbf {D} =\mathbf {E} +4\pi \mathbf {P} },
тому діелектрична проникність металу на частоті {\displaystyle \omega } визначається формулою:
{\displaystyle \varepsilon =1-{\frac {\omega _{p}^{2}}{\omega (\omega +i/\tau )}}},
де {\displaystyle \omega _{p}={\sqrt {4\pi e^{2}N/m}}} — плазмова частота.
При частотах, менших за плазмову частоту, дійсна частина діелектричної проникності металів від'ємна, і, як наслідок, у цьому діапазоні метали не пропускають світло, що є причиною металевого блиску і дозволяє використовувати метали для виготовлення дзеркал.

## Удосконалення моделі
При застосуванні моделі Друде для металів виявилося, що для пояснення реальних провідностей, довжина вільного пробігу електронів повинна бути менша, ніж віддаль між атомами. Проте, із розвитком квантової теорії твердого тіла, стало зрозумілим, що внесок у електричний струм в металах дають не всі електрони, а лише ті, енергія яких близька до рівня Фермі. Інші електрони не дають внеску, тому що їхнє розсіяння заборонене принципом Паулі. Таким чином, зіткнення між електронами в металах набагато рідші.
Модель Друде з успіхом застосовується також до напівпровідників, в яких до електричного струму дають внесок не лише електрони зони провідності, а також і дірки.
Основні рівняння моделі Друде виводяться із загальніших рівнянь Больцмана. Рівняння Больцмана також відкривають шлях для розрахунку часу релаксації, виходячи із мікроскопічного розгляду процесів розсіювання електронів.